# بیگ برادر
بیگ بِرادِر یک برنامه تلویزیونی در ژانر تلویزیون واقع‌نما است.
در هر دوره که حدود سه ماه به طول می‌انجامد شرکت کنندگان که معمولاً تعداد آن‌ها (به‌طور هم‌زمان) کمتر از ۱۵ نفر است در خانهٔ بیگ بِرادِر زندگی می‌کنند. ساکنین خانه به دنیای بیرون دسترسی نداشته و در تمام مدت توسط دوربین‌های مدار بسته تمام حرکت آن‌ها ضبط و بیشتر اوقات به صورت زنده از طریق کانال‌های تلویزیونی پخش می‌شود.
هر هفته بیگ بِرادِر تعدادی از شرکت کنندگان را فرا خوانده، تا از بین سایر اعضا چند نفر را برای کاندیدای حذف شدن معرفی کند.
اخراج نهایی توسط رأی بینندگان برنامه از بین این کاندیداها صورت می‌گیرد.
هدف شرکت کنندگان اخراج نشدن از برنامه تا انتهای آن است. آخرین بازمانده، به عنوان برندهٔ این بازی، جایزه‌ای نقدی دریافت خواهد کرد.
نام این برنامه برگرفته شده از رمان ۱۹۸۴ نوشته جورج اورول می‌باشد.